# اوتانی یوشیتسوگو

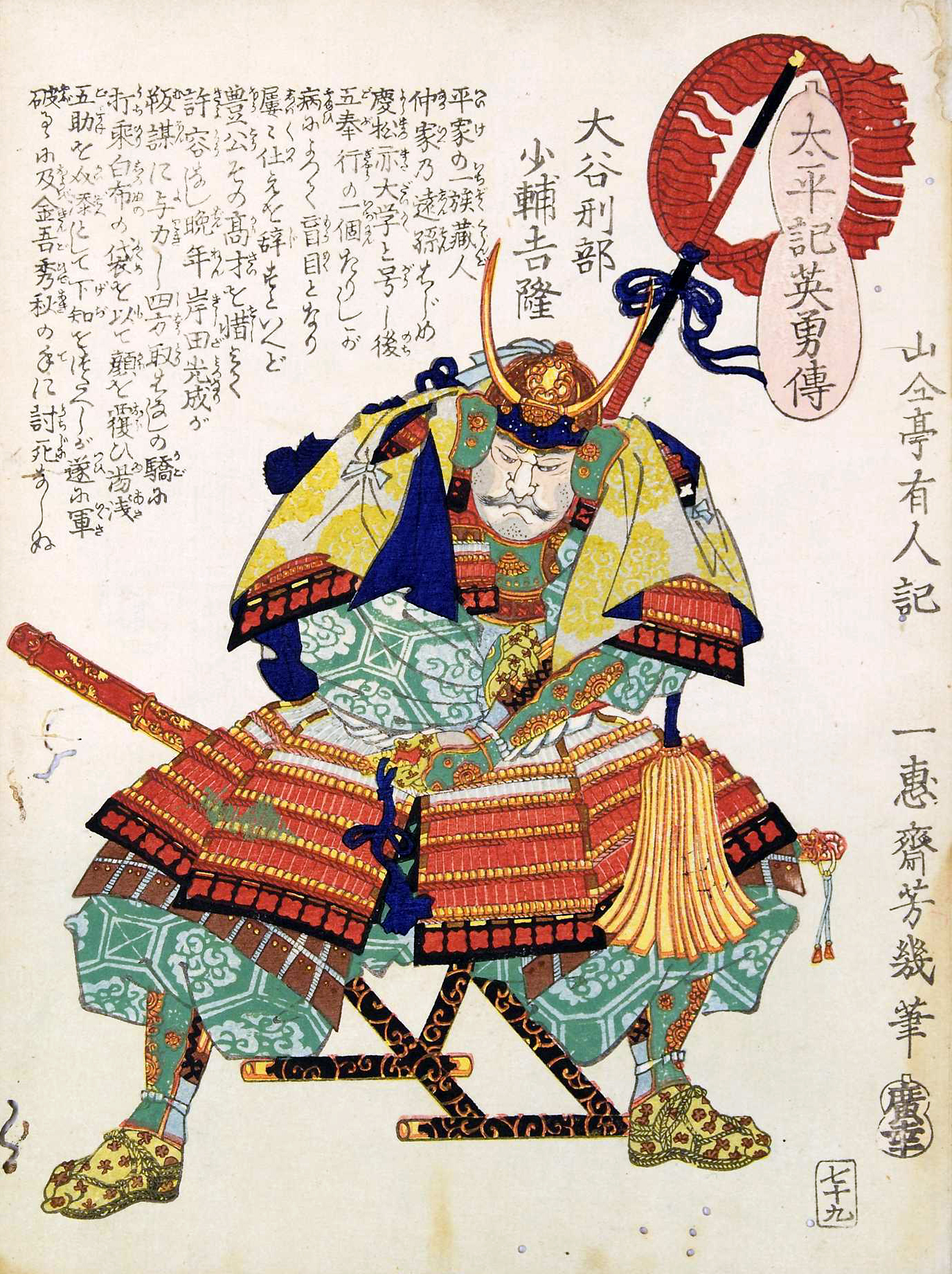
اوتانی یوشیتسوگو

اوتانی یوشیتسوگو (به ژاپنی: 大谷 吉継 Ōtani Yoshitsugu) (۱۵۵۸ – ۲۱ اکتبر ۱۶۰۰) یک سامورایی در اواخر دوره سنگوکو، دوره آزوچی–مومویاما بود. او به علت داشتن بیماری جذام و همچنین دوستی با ایشیدا میتسوناری شهرت دارد.